# Joaquim Rufino do Rêgo
Joaquim Rufino do Rêgo (* 14. Januar 1926 in Picos; † 10. August 2013 in Prontomed, Teresina) war ein brasilianischer Geistlicher und römisch-katholischer Bischof von Parnaíba.

## Leben
Joaquim Rufino do Rêgo trat 1947 in das Erzbischöfliche Priesterseminar von Olinda ein und studierte Philosophie. 1949 wechselte er zum Studium der Katholischen Theologie nach Rom an das Päpstliche Brasilianische Pius-Kolleg, das er mit einem Schwerpunkt in Dogmatik an der Päpstlichen Universität Gregoriana beendete. Er empfing am 5. Oktober 1952 in Rom die Priesterweihe. Er war an der Kathedrale Nossa Senhora da Vitória des Bistums Oeiras, später als Diözesansekretär tätig. Er war Pfarrer von Simplício Mendes und von Picos, jeweils im Bundesstaat Piauí.
Papst Paul VI. ernannte ihn am 21. April 1971 zum Bischof von Quixadá. Der Apostolische Nuntius in Brasilien, Erzbischof Umberto Mozzoni, spendete ihm am 4. Juli desselben Jahres die Bischofsweihe; Mitkonsekratoren waren Edilbert Dinkelborg OFM, Bischof von Oeiras, und Paulo Hipólito de Souza Libório, Bischof von Parnaíba.
Am 25. März 1986 ernannte ihn Papst Johannes Paul II. zum Bischof von Parnaíba. Am 21. Februar 2001 nahm Papst Johannes Paul II. sein altersbedingtes Rücktrittsgesuch an.